# Heliocopris myrmidon
Heliocopris myrmidon là một loài bọ cánh cứng trong họ Bọ hung (Scarabaeidae).